# فالنتين فلمنغ
فالنتين فليمنغ (بالإنجليزية:  Valentine Fleming)‏ (و.17 فبراير 1882 - 20 مايو 1917) هو مصرفي وسياسي بريطاني. وهو والد الكاتبين بيتر فليمنغ وإيان فليمنغ.

## عن حياته
ولد في نيوبورت أون تاي، وتوفي قرب Épehy في السوم  بفرنسا، تلقى تعليمه في كلية إيتون ثم درس في كلية ماغدلين بجامعة أكسفورد، حيث أثبت أنه مجدف ورياضي ممتاز وتحصل على شهادة في التاريخ هناك في عام 1905. تزوج، وبمساعدة مالية من والده، اشترى دوار قصر حديقة برازيرس في جنوب أوكسفوردشاير. لديه أربعة أطفال، جميعهم من الأولاد. بيتر الأكبر منهم وإيان الثاني. كان يعمل مع والده في مجال التمويل في مدينة لندن. في الوقت نفسه، تطوع في فوج yeomanry من الملكة الخاصة أوكسفوردشاير فرسان.
مرشحًا لحزب المحافظين في دائرة هينلي في الانتخابات التشريعية التي جرت في يناير 1910 ، قام فالنتين بحملة نشطة للغاية للدعوة إلى العودة إلى الحمائية وسياسة التفضيل الإمبراطوري - وهذا يعني منح الأفضلية التجارية لهيمنة " الإمبراطورية البريطانية . تم انتخابه مقابل النائب الليبرالي المنتهية ولايته ، وأعيد انتخابه في الانتخابات المبكرة في ديسمبر ، وكان جالسًا على مقاعد المعارضة للحكومة الليبرالية هربرت أسكويث . في مجلس العموم ، تحدث لمعارضة رغبة الحكومة في التقليل بشكل كبير من صلاحيات مجلس اللوردات ، الذي يعتقد أنه يلعب دورًا مفيدًا. غير أن الخلافات الحزبية واضطراب الحياة السياسية أزعجته ، وفي عام 1913 قرر أنه لن يسعى إلى ولاية جديدة. مع اقتراب والده من التقاعد ، و أعتزم فالنتين فليمنغ تكريس المزيد من وقته لعمله في بنك العائلة ، Robert Fleming and Co.,.

## معرض صور

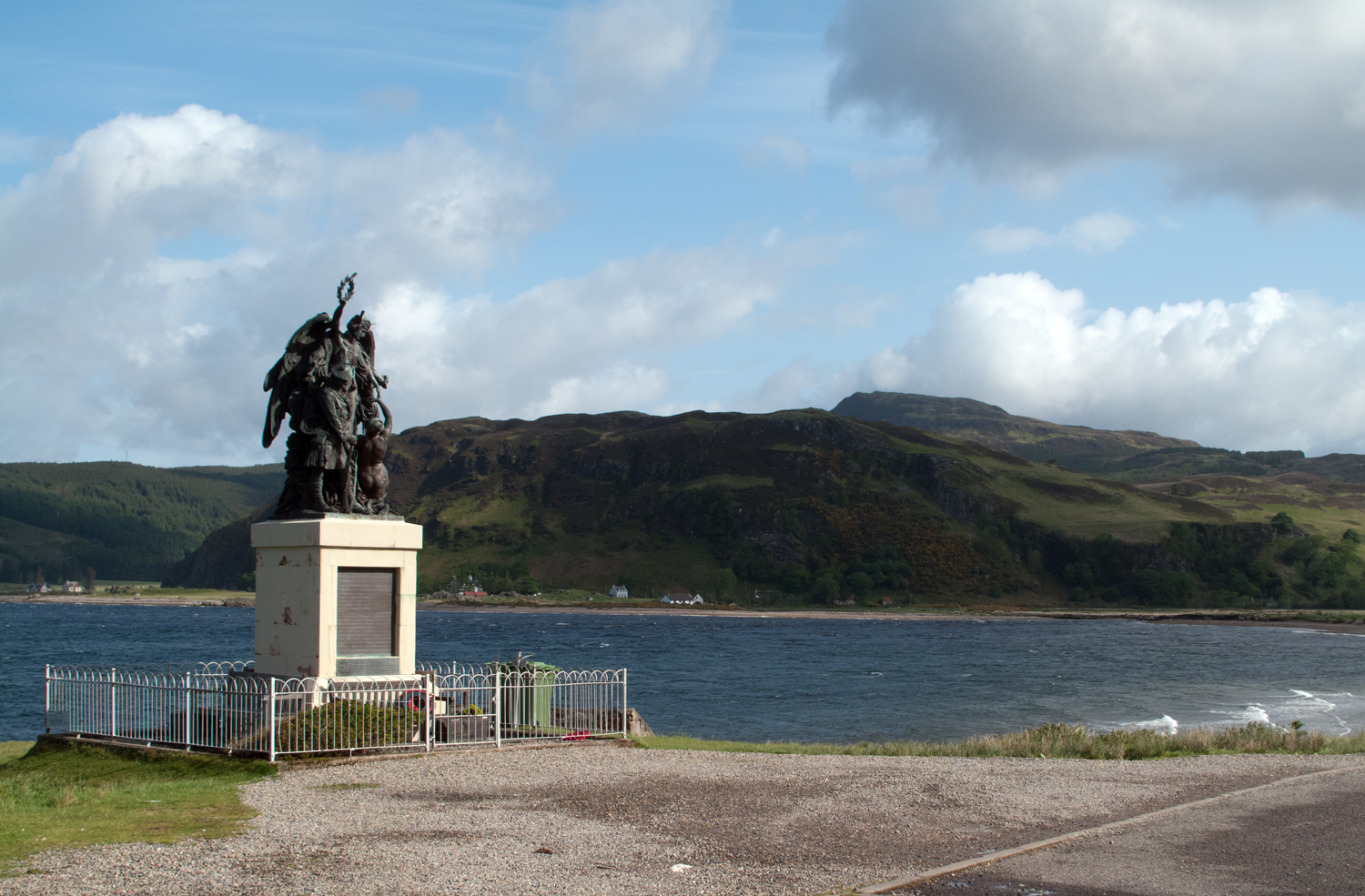
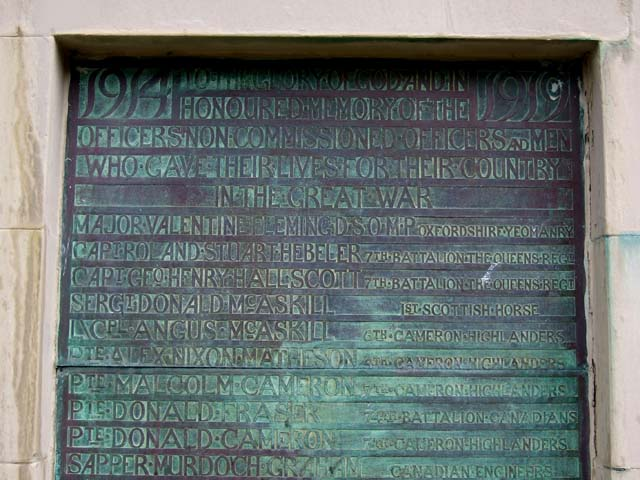
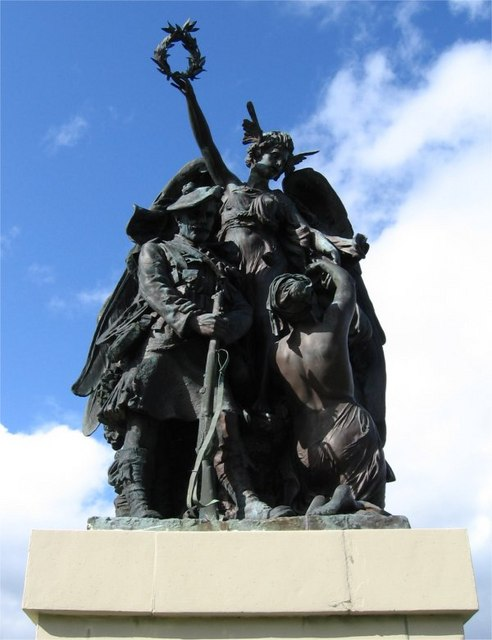